# Taupo
Taupo es una ciudad a orillas del lago Taupo en el centro de la Isla Norte de Nueva Zelanda. Es la sede del Consejo del Distrito de Taupo y está situada en el sur de la región de Waikato.

## Etimología
El nombre "Taupo" proviene del idioma maorí, Taupō-nui-a-Tia, que, traducido al español, significa: La gran capa de Tia (Tia fue el descubridor del lago).

## Historia
En 1953, se constituyó oficialmente como municipio, pero desde 1989 ha sido administrado por el Consejo del Distrito de Taupo, tanto el poblado como sus alrededores. Pese a ello, en diversas ocasiones, a Taupo se le llega a denominar ciudad.

## Demografía
Según estimaciones de junio de 2008 alberga una población de 22.000 habitantes. 

## Geografía
Taupo se localiza en la toma de corriente del lago Taupo, el lago más grande de Nueva Zelanda, en la esquina noreste del lago donde desemboca el río de Waikato. El río fluye por diversas partes del país y forma la cascada Huka Falls, a una distancia cercana al norte de la población. Taupo es un centro de actividades volcánicas y geotérmicas; hay aguas termales aptas para el baño se encuentran en diversos lugares de los alrededores. El volcán Mount Tauhara se encuentra a seis kilómetros (4 millas) al este del poblado. En la zona crece vegetación de sotobosque con arbustos y helechos.
Está situado en un tramo de la carretera New Zealand State Highway 1, donde se junta con New Zealand State Highway 5. Está situado 53 km al norte de Turangi. Es uno de los pocos centros en Nueva Zelanda que nunca se unió a la red ferroviaria. 
La pequeña, pero creciente, ciudad de Kinloch, donde se está construyendo un campo de golf de Jack Nicklaus. Se encuentra a 20 kilómetros al oeste, a lo largo del lago. 

### Clima
| Parámetros climáticos promedio de Taupo | Parámetros climáticos promedio de Taupo | Parámetros climáticos promedio de Taupo | Parámetros climáticos promedio de Taupo | Parámetros climáticos promedio de Taupo | Parámetros climáticos promedio de Taupo | Parámetros climáticos promedio de Taupo | Parámetros climáticos promedio de Taupo | Parámetros climáticos promedio de Taupo | Parámetros climáticos promedio de Taupo | Parámetros climáticos promedio de Taupo | Parámetros climáticos promedio de Taupo | Parámetros climáticos promedio de Taupo | Parámetros climáticos promedio de Taupo |
| Mes                                     | Ene.                                    | Feb.                                    | Mar.                                    | Abr.                                    | May.                                    | Jun.                                    | Jul.                                    | Ago.                                    | Sep.                                    | Oct.                                    | Nov.                                    | Dic.                                    | Anual                                   |
| --------------------------------------- | --------------------------------------- | --------------------------------------- | --------------------------------------- | --------------------------------------- | --------------------------------------- | --------------------------------------- | --------------------------------------- | --------------------------------------- | --------------------------------------- | --------------------------------------- | --------------------------------------- | --------------------------------------- | --------------------------------------- |
| Temp. máx. media (°C)                   | 23.3                                    | 23.3                                    | 20.9                                    | 17.6                                    | 14.1                                    | 11.8                                    | 11.2                                    | 12.1                                    | 14.1                                    | 16.5                                    | 19                                      | 21.3                                    | 16.9                                    |
| Temp. mín. media (°C)                   | 11.5                                    | 11.6                                    | 10.2                                    | 7.4                                     | 4.9                                     | 3.4                                     | 2.2                                     | 3                                       | 4.7                                     | 6.6                                     | 8.4                                     | 10.1                                    | 7.1                                     |
| Precipitación total (mm)                | 85                                      | 77                                      | 83                                      | 74                                      | 87                                      | 99                                      | 105                                     | 109                                     | 90                                      | 102                                     | 85                                      | 108                                     | 1102                                    |
| Fuente: NIWA Climate Data 1971 – 2000   |                                         |                                         |                                         |                                         |                                         |                                         |                                         |                                         |                                         |                                         |                                         |                                         |                                         |

## Ciudades hermanadas
- Hakone, Japón
- Numea, Francia
- Suzhou, China
- Xi'an, China